# Studio B
Studio B had in het voorjaar van 2005 een hitje met I See Girls (Crazy).
De zang is van het R&B-nummer I See Girls uit 2003 door zanger/songwriter Harry Brooks, rapper Romeo MC (So Solid Crew) en producer JD. Het werd in 2004 geremixt door Tom Neville en werd een grote hit in Ibiza.

## Discografie

### Singles
| Single met eventuele hitnotering(en) in de Nederlandse Top 40 | Datum van verschijnen | Datum van binnenkomst | Hoogste positie | Aantal weken | Opmerkingen             |
| ------------------------------------------------------------- | --------------------- | --------------------- | --------------- | ------------ | ----------------------- |
| I see girls (Crazy)                                           | 28-3-2005             | 30-4-2005             | 23              | 4            | Dancesmash op Radio 538 |